# Église Saint-Isidore de Saint-Pétersbourg
L'église Saint-Isidore (Исидоровская церковь) est un édifice religieux orthodoxe situé à Saint-Pétersbourg, au bord du canal Griboïedov, à l'angle de l'avenue Lermontov et de l'avenue Rimski-Korsakov, à proximité du pont de Moguilev.

## Histoire
Elle a été construite par Alexandre Artiemevitch Polechtchouk (1868-1944) en 1903-1907 pour la communauté orthodoxe originaire du gouvernement d'Estland (partie de l'actuelle Estonie) qui comptait à l'époque quatre mille fidèles à Saint-Pétersbourg. Elle est dédiée à un saint orthodoxe, le prêtre Isidore de Youriev (aujourd'hui Tartu), tué en 1472 pour avoir refusé de se convertir au catholicisme. Sa vie a été écrite par le moine Basile au XVIe siècle. Sa fête est le 8 janvier dans le calendrier julien.
L'église a été fermée le 25 février 1935 et le prêtre desservant, Alexandre Pakliar, a été fusillé en 1938. L'Église orthodoxe russe a récupéré l'église Saint-Isidore en 1994. Des travaux de restauration ont eu lieu jusqu'en 2008.